# Euphorbia alaica
Euphorbia alaica es una especie fanerógama perteneciente a la familia Euphorbiaceae. Es originaria de Kirguistán al N. de Tayikistán.

## Taxonomía
Euphorbia alaica fue descrita por (Prokh.) Prokh. y publicado en Flora URSS 14: 388. 1949.
Etimología
Euphorbia: nombre genérico que deriva del médico griego del rey Juba II de Mauritania (52 a 50 a. C. - 23), Euphorbus, en su honor – o en alusión a su gran vientre –  ya que usaba médicamente Euphorbia resinifera. En 1753 Carlos Linneo asignó el nombre a todo el género.
alaica: epíteto geográfico que alude a su localización en las Montañas Alai.
Sinonimia
- Tithymalus alaicus Prokh.	[3][4]